# (7591) 1992 WG3
(7591) 1992 WG3 es un asteroide perteneciente al cinturón de asteroides, descubierto el 18 de noviembre de 1992 por los astrónomos japoneses Seiji Ueda y Hiroshi Kaneda en el observatorio de Kushiro (Hokkaidō). 

## Designación y nombre
Designado provisionalmente como 1992 WG3.